# Livia Drusa
 (novembre 2014).
Si vous disposez d'ouvrages ou d'articles de référence ou si vous connaissez des sites web de qualité traitant du thème abordé ici, merci de compléter l'article en donnant les références utiles à sa vérifiabilité et en les liant à la section « Notes et références ».
Livia Drusa (v. 127 - 94 av. J.-C.), de famille plébéienne, est la fille de Marcus Livius Drusus consul en 112 av. J.-C. et de Cornelia. Elle est la sœur de Marcus Livius Drusus tribun de la plèbe en 91 av. J.-C.
Vers 108 av. J.-C., elle épouse Quintus Servilius Caepio, qui lui donne:
- Servilia Caepionis, qui sera la future mère de Marcus Junius Brutus un des assassins de Jules César
- Servilia Junior qui en 65 av. J.-C. sera mariée à Lucullus consul en 74 av. J.-C., puis répudiée pour adultère l'année suivante.
- Quintus Servilius Caepio

En 104 av. J.-C. son beau-père est attaqué par le tribun de la plèbe Gaius Norbanus, pour son pillage des temples de Toulouse et pour sa conduite honteuse l'année précédente lors de la bataille d'Arausio (Orange), on lui retire son proconsulat, et il est expulsé du Sénat. Par la suite Quintus Servilius Caepio sera à nouveau poursuivi en 103 av. J.-C. lorsque Gaius Norbanus sera à nouveau élu  tribun de la plèbe , et malgré la défense de Lucius Licinius Crassus qui sera consul à cette époque, il sera  condamné à payer 15 000 talents d'amende, et à l'exil. Il s'enfuira vers Smyrne.
Livia Drusa divorce plus tard et elle épouse 98 av. J.-C. en secondes noces, Marcus Porcius Cato, petit-fils de Caton l'Ancien avec qui elle a:
- Marcus Porcius Cato plus connu sous le nom de Caton d'Utique
- Porcia qui épousera Lucius Domitius Ahenobarbus le consul de 54 av. J.-C.

Elle décède peu après, peut-être des suites de cet accouchement, et peu avant son époux qui disparaitra l'année suivante. Sa fille Servilia Caepionis sera élevée par son frère Marcus Livius Drusus tribun de la plèbe en 91 av. J.-C., et assassiné. Sa fille Porcia Catonis sera par son fils Cnaeus Domitius Ahenobarbus consul en 32 av. J.-C., l'une des aïeules de l'empereur Néron qui naîtra sous le nom de Lucius Domitius Ahenobarbus.
Livia Drusa est une héroïne de la fresque historique Les maîtres de Rome, écrite de 1990 à 2007 par l'écrivaine australienne Colleen McCullough (1937-2015).